# Valantia
Valantia L., 1754 è un genere di angiosperme della famiglia delle Rubiacee.

## Tassonomia
Comprende le seguenti specie:
- Valantia aprica (Sm.) Tausch
- Valantia calva Brullo
- Valantia columella (Ehrenb. ex Boiss.) Bald.
- Valantia deltoidea Brullo
- Valantia hispida L.
- Valantia lainzii Devesa & Ortega Oliv.
- Valantia muralis L.